# Alba Careta

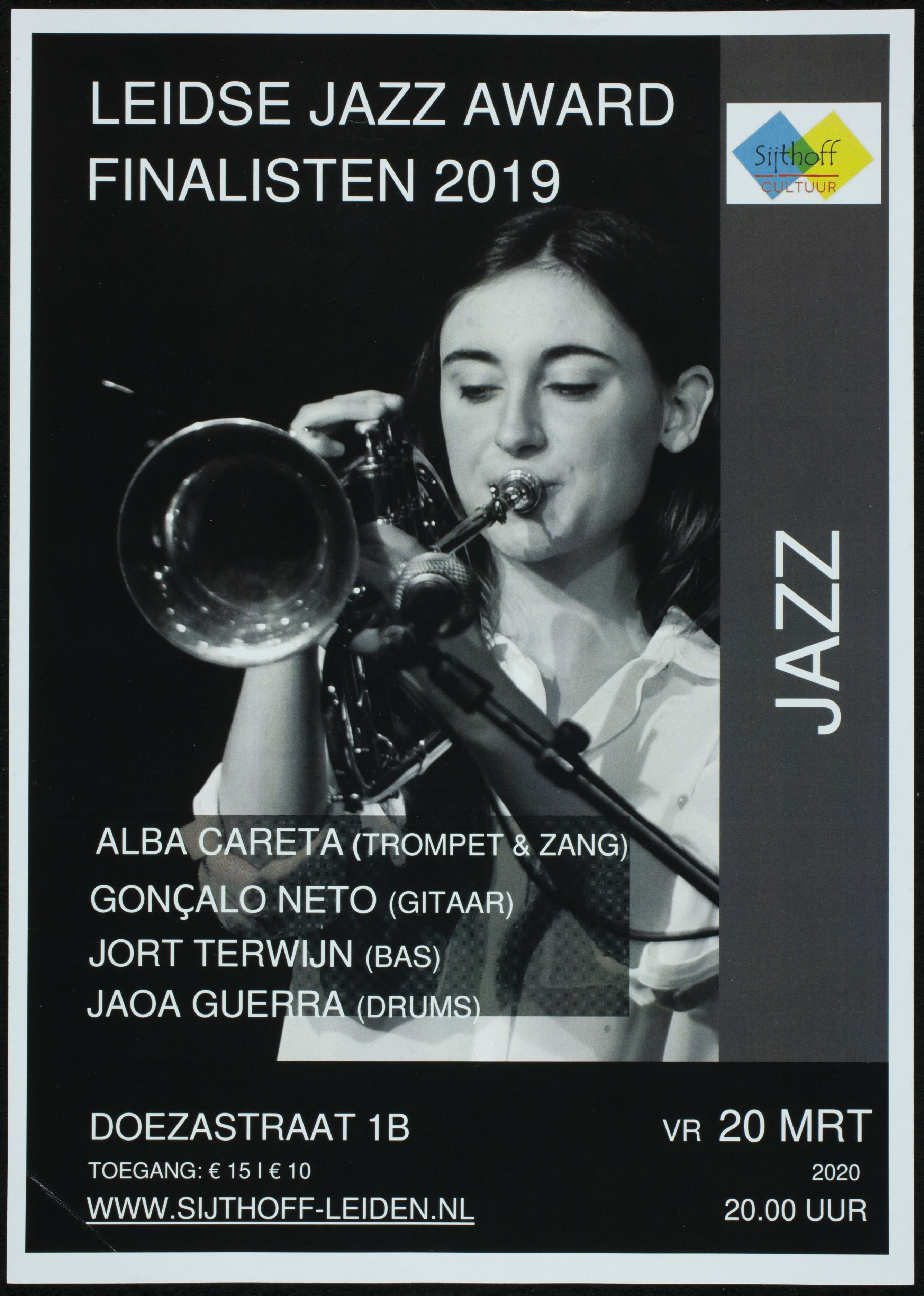
Alba Careta Arnaus beim Leidse Jazz Award (2019)

Alba Careta Arnaus (* 1995 in Avinyó) ist eine spanische Jazzmusikerin (Trompete, Gesang, Komposition)

## Leben und Wirken
Careta studierte zunächst an der Escuela Superior de Música de Cataluña und am Koninklijk Conservatorium Den Haag. Sie absolvierte ihr Masterstudium in Jazztrompete am Conservatorium van Amsterdam.
Anschließend kehrte Careta nach Spanien zurück. Bereits 2018 legte sie mit ihrem Quintett das Album Origins vor; 2023 folgte Teia bei Segell Microscopi, das sie auch bei Konzerten in Deutschland vorstellte. Mit dem Liedermacher Henrio tritt sie zudem im Duo Udolç auf. Weiterhin arbeitete sie mit Carles Benavent, Ben Wendel, war mehrmals musikalische Leiterin des Palabra de Mujeres in El Prat de Llobregat (2019–2020 und 2021–2022) und gehörte zur BvR Flamenco Big Band (2019) und dem Balkan Paradise Orchestra (2015–2021). Sie trat auf Festivals wie Jazzaldia (San Sebastián), dem Internationalen Jazzfestival Madrid, dem Jazzfestival Ibiza, Jazzahead und dem Jazzfestival Saalfelden auf. Weiterhin ist sie auf Alben von Lucas Martínez, Nacho Vegas, Guillermo Martin-Viana und dem Nucli Trio zu hören.

## Preise und Auszeichnungen
Careta erhielt 2019 den Enderrock-Preis 2019 für das beste Jazzalbum (für Origins) und wurde 2023 von der Asociación del Jazz y Música Moderna mit dem Preis für junge Jazz-Talente ausgezeichnet. Im selben Jahr erhielt sie den Premio Alícia al Talento Emergente von der Academia Catalana de la Música. Weiterhin erhielt sie den Enderrock-440-Preis für das beste Jazz-Debütalbum des Jahres 2023 für Teia.

## Diskographische Hinweise
- Alba Careta Quinteto: Orígens (Blue Asteroid Records, 2018, mit Ukko Heinonen, Georgios Bereris, Ignacio Santoro, Guillermo Martín)
- Alba Careta Group: Alades (Sello Microscopi, 2020, mit Egor Doubay, Adrián Moncada, Jort Terwijn, João Guerra)
- Alba Careta Group: Teia (Sello Microscopi, 2022, mit Lucas Martínez, Roger Santacana, Giuseppe Campisi, Josep Cordobés)